# Saint-Séverin (Charente)
Pour les articles homonymes, voir Saint-Séverin.
Saint-Séverin (Sent Severin en occitan) est une commune du Sud-Ouest de la France, située dans le département de la Charente, en région Nouvelle-Aquitaine.
Ses habitants sont les Saint-Séverinois et les Saint-Séverinoises.

## Géographie

### Localisation et accès
Saint-Séverin est une commune du Sud Charente limitrophe avec le département de la Dordogne, faisant partie du canton d'Aubeterre-sur-Dronne, située à 8 km au nord-est d'Aubeterre et 38 km au sud d'Angoulême, sur la rive droite de la Lizonne et de la Dronne et à leur confluent.
Le bourg de Saint-Séverin est aussi situé à 10 km au sud-ouest de Verteillac, 10 km au nord-ouest de Ribérac, 13 km au sud-est de Montmoreau, 17 km au nord-est de Chalais, 25 km au sud de Villebois-Lavalette et 39 km à l'ouest de Périgueux.
Saint-Séverin est traversé par la D 709, ancienne nationale de Montmoreau à Ribérac et Bergerac, que croise la D 17, route de Villebois-Lavalette à Aubeterre qui longe la Lizonne, puis la Dronne. La D.709 traverse la Lizonne, limite départementale.

### Hameaux et lieux-dits
L'habitat est dispersé et la commune comporte de nombreux petits hameaux : le Cuq à l'ouest, le Marchais et sa papeterie au sud-est, l'Oume et la Jarrige, le Breuil au nord, l'Épine à l'est, la Brousse au sud, etc. ainsi que de nombreuses fermes.

### Communes limitrophes
| Montignac-le-Coq | Palluaud                               | Bouteilles-Saint-Sébastien (Dordogne) |
| Pillac           | Saint-Séverin                          | Saint-Paul-Lizonne (Dordogne)         |
| Nabinaud         | Petit-Bersac, Bourg-du-Bost (Dordogne) | Allemans (Dordogne)                   |

### Géologie et relief
Le sol est en très grande partie constitué d'un calcaire crayeux du Campanien commun à tout le Sud Charente (Crétacé supérieur) et qui convient bien au vignoble pour la production des eaux de vie de cognac, classé ici dans la zone d'appellation des Bons Bois, à la limite de celle des Bois ordinaires et Bois communs, se trouvant de l'autre côté de la Dronne, dans le canton de Saint-Aulaye, en Dordogne.
Au nord-ouest de la commune, la colline boisée du Peyrat est couverte de dépôts du Tertiaire ou Cénozoïque, sables argileux et galets. Les vallées (Lizonne à l'est et Dronne au sud), sont occupées par des alluvions récentes du Quaternaire, limon mais aussi tourbe,,.
Le relief est assez vallonné, comme tout le Sud Charente. Le point culminant de la commune est à une altitude de 134 m, situé au Peyrat près du château d'eau. Le point le plus bas est à 45 m, situé en limite sud-ouest au confluent de l'Auzonne et de la Dronne. Le bourg, construit sur une légère hauteur surplombant la vallée de la Lizonne, est à 110 m d'altitude.

### Hydrographie

#### Réseau hydrographique
La commune est située dans le bassin de la Dordogne au sein du Bassin Adour-Garonne. Elle est drainée par la Dronne, la Lizonne, un bras de la Lizonne, l'Auzonne, la Cendronne, le canal d'Alliger, le canal de la Pude et par divers petits cours d'eau, qui constituent un réseau hydrographique de 16 km de longueur totale,.
La commune de Saint-Séverin a la particularité géographique d'être le site de deux lieux de confluence. Tout d'abord, elle domine lcelui de la Dronne et de la Lizonne. Ces deux rivières lui servent à l'est et au sud de limite administrative avec le département de la Dordogne tandis que, dans le sud du finage communal, l'Auzonne, venant de l'ouest, se jette aussi dans la Dronne.

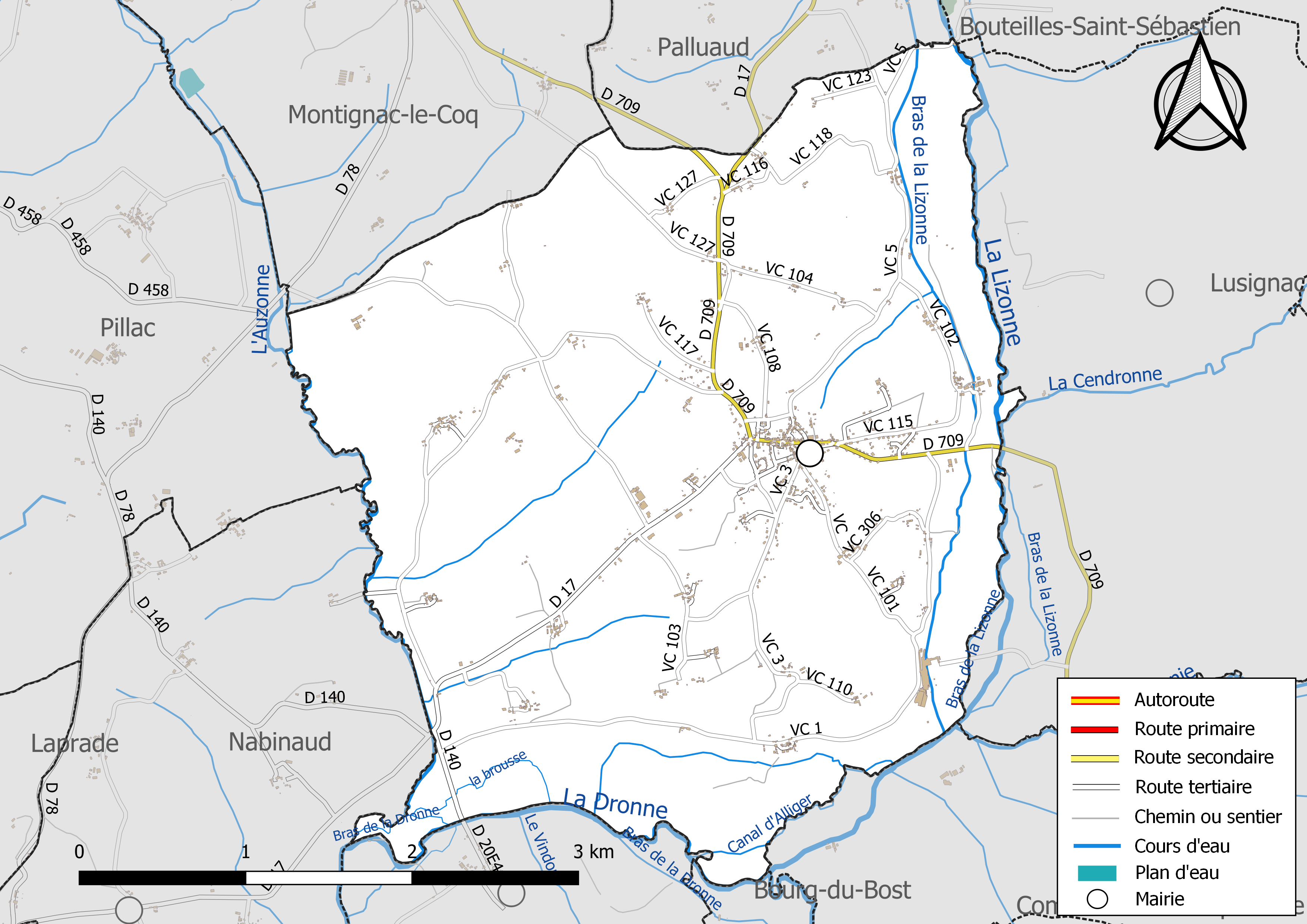
Réseaux hydrographique et routier de Saint-Séverin.
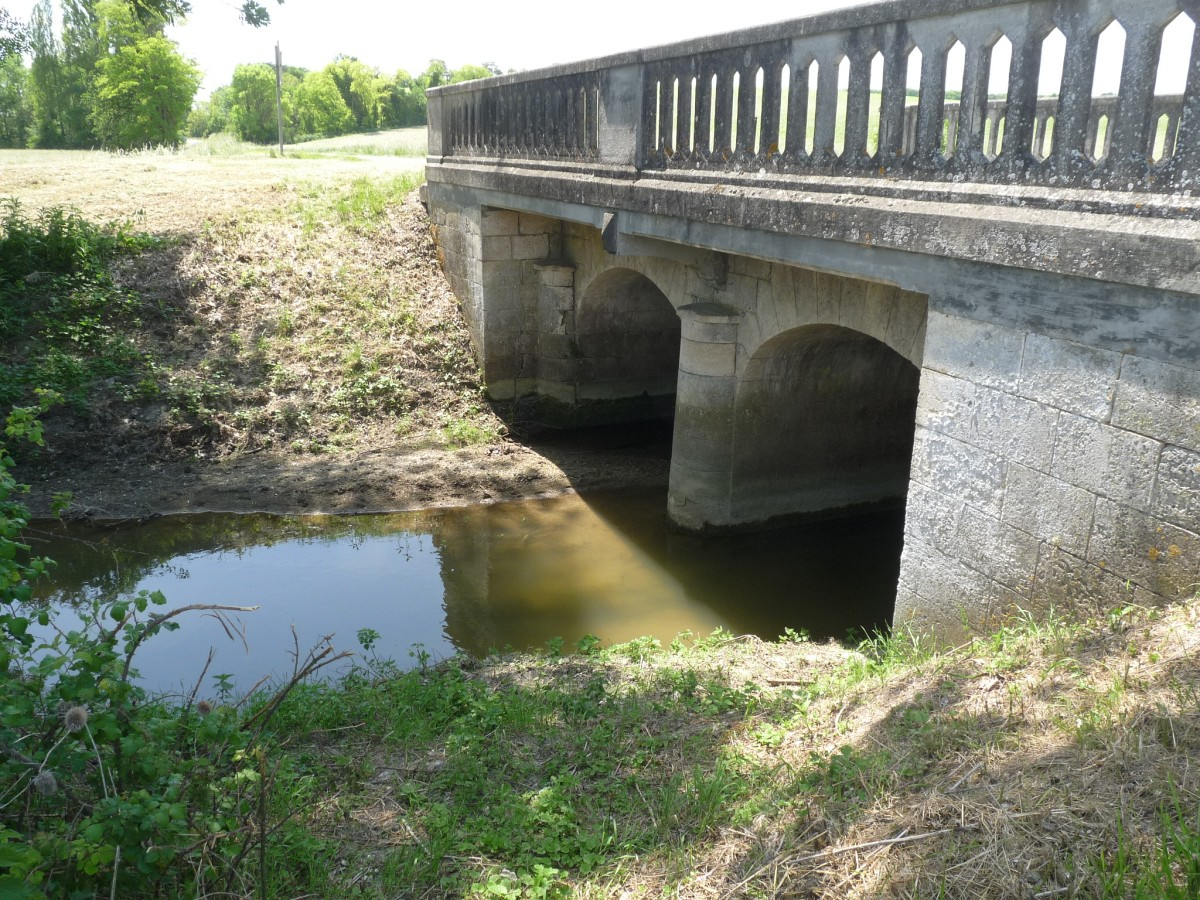
L'Auzonne au pont de la RD 17.

#### Gestion des eaux
Le territoire communal est couvert par le schéma d'aménagement et de gestion des eaux (SAGE) « Isle - Dronne ». Ce document de planification, dont le territoire regroupe les bassins versants de l'Isle et de la Dronne, d'une superficie de 7 500 km2, a été approuvé le 2 août 2021. La structure porteuse de l'élaboration et de la mise en œuvre est l'établissement public territorial de bassin de la Dordogne (EPIDOR). Il définit sur son territoire les objectifs généraux d’utilisation, de mise en valeur et de protection quantitative et qualitative des ressources en eau superficielle et souterraine, en respect des objectifs de qualité définis dans le troisième SDAGE  du Bassin Adour-Garonne qui couvre la période 2022-2027, approuvé le 10 mars 2022.

### Climat
Comme dans les trois quarts sud et ouest du département, le climat est océanique aquitain.

### Milieux naturels et biodiversité

#### ZNIEFF
À Saint-Séverin, les vallées de la Dronne et de son affluent la Lizonne font partie de la ZNIEFF de type II nommée « Vallées de la Nizonne, de la Tude et de la Dronne en Poitou-Charentes »,.
Vingt-deux espèces déterminantes d'animaux y ont été répertoriées :
- un amphibien : la Rainette verte (Hyla arborea) ;
- un crustacé, l'Écrevisse à pattes blanches (Austropotamobius pallipes) ;
- cinq insectes dont trois lépidoptères : l'Azuré de la sanguisorbe (Phengaris teleius), le Cuivré des marais (Lycaena dispar) et le Fadet des laîches (Coenonympha oedippus) et deux odonates : l'Agrion de Mercure (Coenagrion mercuriale) et la Cordulie à corps fin (Oxygastra curtisii) ;
- sept mammifères : la Loutre d'Europe (Lutra lutra) et le Vison d'Europe (Mustela lutreola), ainsi que cinq chauves-souris : le Murin à moustaches (Myotis mystacinus), l'Oreillard roux (Plecotus auritus), la Pipistrelle de Kuhl (Pipistrellus kuhlii), le Petit rhinolophe (Rhinolophus hipposideros) et la Sérotine commune (Eptesicus serotinus) ;
- quatre oiseaux : l'Alouette lulu (Lullula arborea), le Martin-pêcheur d'Europe (Alcedo atthis), le Milan noir (Milvus migrans) et le Tarier des prés (Saxicola rubetra) ;
- trois poissons : le Chabot commun (Cottus gobio), la Lamproie de Planer (Lampetra  planeri) et le Toxostome (Parachondrostoma toxostoma) ;
- un reptile : la Cistude (Emys orbicularis).

Vingt-neuf autres espèces animales (quatre mammifères et vingt-cinq oiseaux) y ont été recensées.

#### Natura 2000
Dans leur traversée de la commune, la Lizonne et sa vallée font partie d'une zone du réseau Natura 2000 « Vallée de la Nizonne » avec vingt espèces animales inscrites à l'annexe II de la directive 92/43/CEE de l'Union européenne :
- sept insectes : l'Agrion de Mercure (Coenagrion mercuriale), l'Azuré de la sanguisorbe (Phengaris teleius), la Cordulie à corps fin (Oxygastra curtisii), le Cuivré des marais (Lycaena dispar), le Damier de la succise (Euphydryas aurinia), le Fadet des laîches (Coenonympha oedippus) et le Gomphe de Graslin (Gomphus graslinii) ;
- dix mammifères : la Loutre d'Europe (Lutra lutra), le Vison d'Europe (Mustela lutreola), et huit chauves-souris : la Barbastelle d'Europe (Barbastella barbastellus), le Grand murin (Myotis myotis), le Grand rhinolophe (Rhinolophus ferrumequinum), le Minioptère de Schreibers (Miniopterus schreibersii), le Murin à oreilles échancrées (Myotis emarginatus), le Murin de Bechstein (Myotis bechsteinii), le Petit murin (Myotis blythii) et le Petit rhinolophe (Rhinolophus hipposideros) ;
- deux poissons : le Chabot fluviatile (Cottus perifretum) et la Lamproie de Planer (Lampetra  planeri) ;
- un reptile : la Cistude (Emys orbicularis).

## Urbanisme

### Typologie
Au 1er janvier 2024, Saint-Séverin est catégorisée commune rurale à habitat dispersé, selon la nouvelle grille communale de densité à 7 niveaux définie par l'Insee en 2022.
Elle est située hors unité urbaine et hors attraction des villes,.

### Occupation des sols
L'occupation des sols de la commune, telle qu'elle ressort de la base de données européenne d’occupation biophysique des sols Corine Land Cover (CLC), est marquée par l'importance des territoires agricoles (89 % en 2018), une proportion sensiblement équivalente à celle de 1990 (89,4 %). La répartition détaillée en 2018 est la suivante : 
terres arables (74,1 %), zones agricoles hétérogènes (7,7 %), prairies (7,3 %), forêts (6,6 %), zones urbanisées (4,5 %). L'évolution de l’occupation des sols de la commune et de ses infrastructures peut être observée sur les différentes représentations cartographiques du territoire : la carte de Cassini (XVIIIe siècle), la carte d'état-major (1820-1866) et les cartes ou photos aériennes de l'IGN pour la période actuelle (1950 à aujourd'hui).

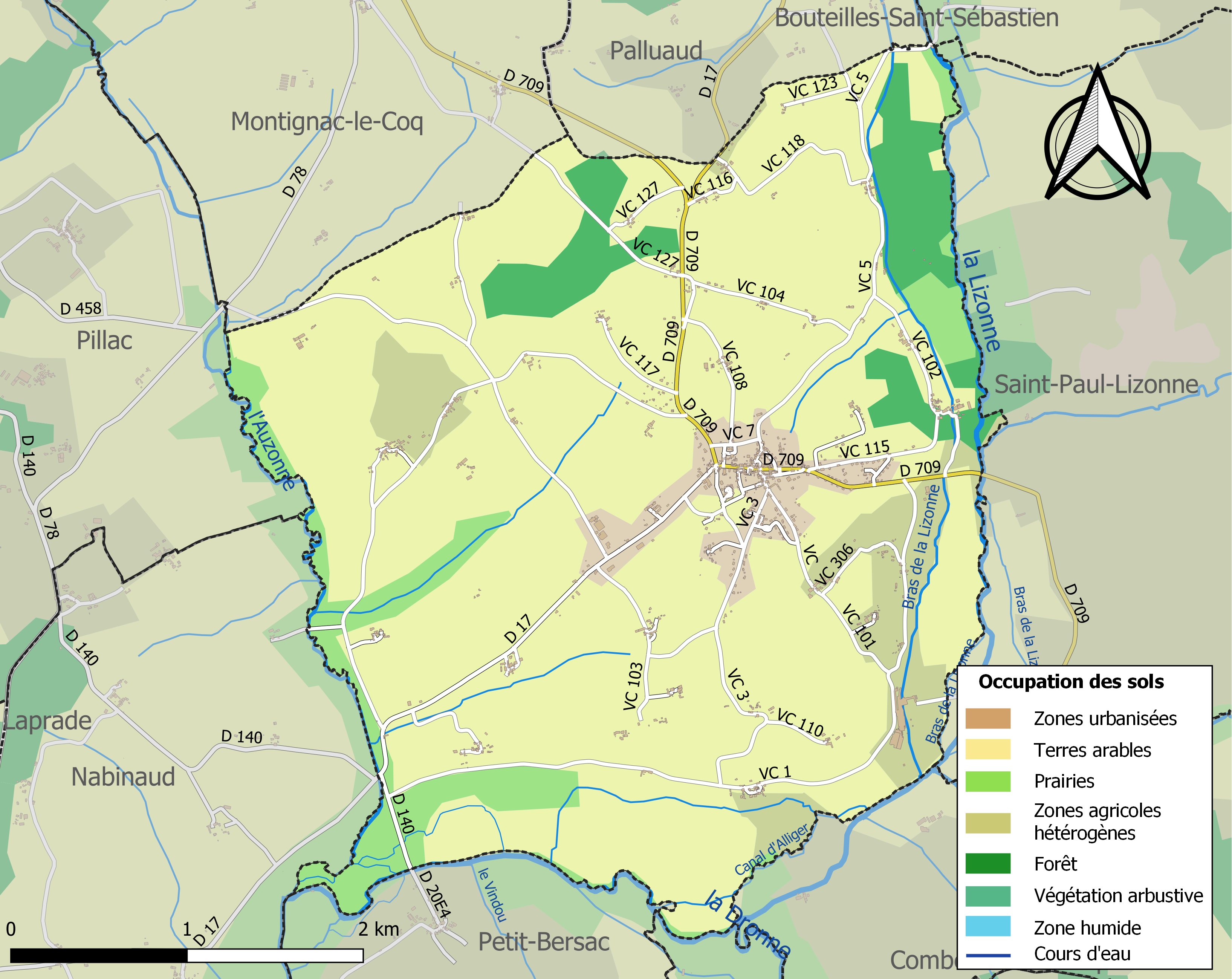
Carte des infrastructures et de l'occupation des sols de la commune en 2018 (CLC).

### Risques majeurs
Le territoire de la commune de Saint-Séverin est vulnérable à différents aléas naturels : météorologiques (tempête, orage, neige, grand froid, canicule ou sécheresse), inondations, mouvements de terrains et séisme (sismicité faible). Il est également exposé à un risque technologique, le transport de matières dangereuses. Un site publié par le BRGM permet d'évaluer simplement et rapidement les risques d'un bien localisé soit par son adresse soit par le numéro de sa parcelle.

#### Risques naturels
Certaines parties du territoire communal sont susceptibles d’être affectées par le risque d’inondation par ruissellement et coulée de boue, notamment la Dronne, la Lizonne et l'Auzonne. La commune a été reconnue en état de catastrophe naturelle au titre des dommages causés par les inondations et coulées de boue survenues en 1982, 1983, 1988, 1992, 1999 et 2021,.

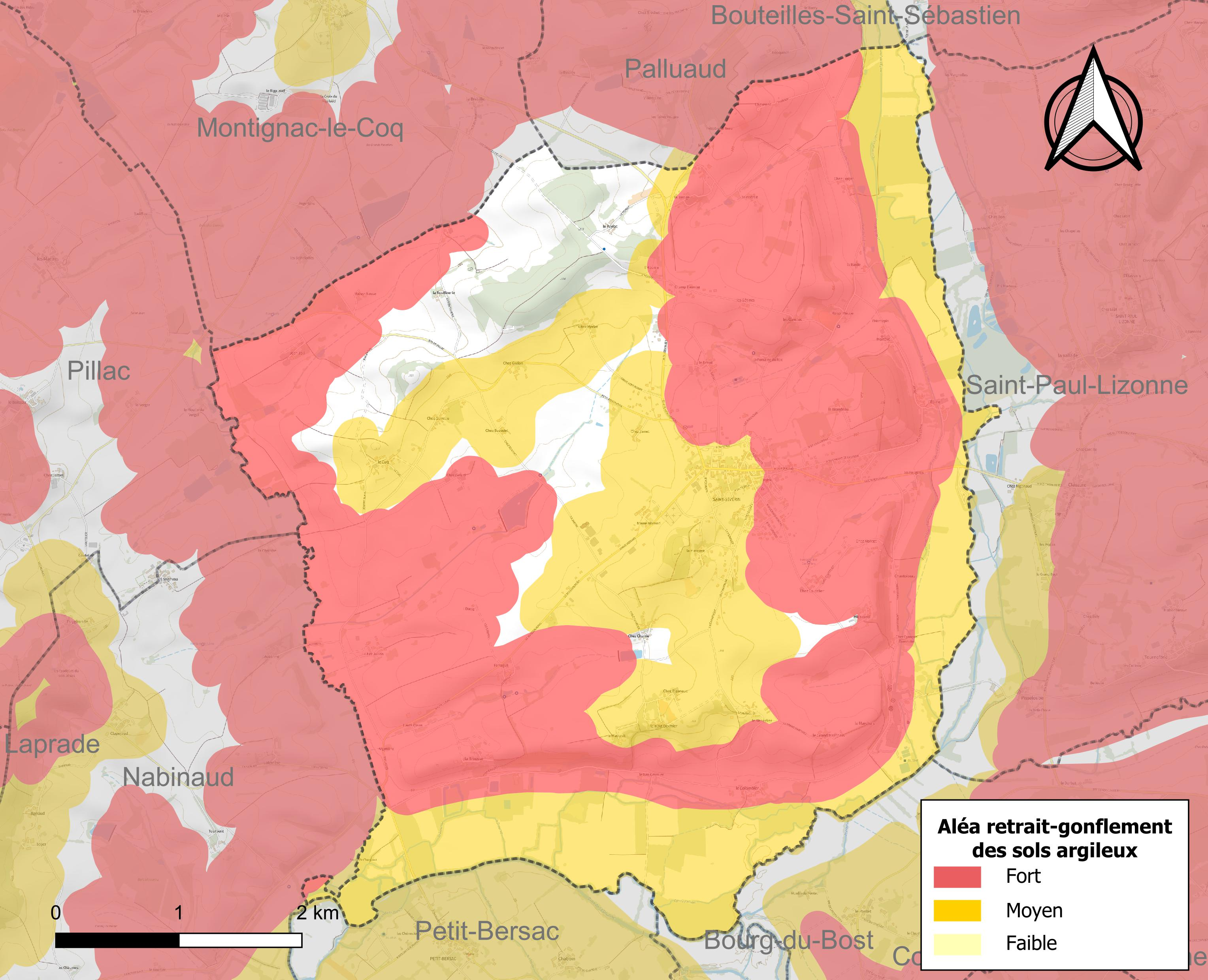
Carte des zones d'aléa retrait-gonflement des sols argileux de Saint-Séverin.

Les mouvements de terrains susceptibles de se produire sur la commune sont des affaissements et effondrements liés aux cavités souterraines (hors mines). Par ailleurs, afin de mieux appréhender le risque d’affaissement de terrain, l'inventaire national des cavités souterraines permet de localiser celles situées sur la commune.
Le retrait-gonflement des sols argileux est susceptible d'engendrer des dommages importants aux bâtiments en cas d’alternance de périodes de sécheresse et de pluie. 88,7 % de la superficie communale est en aléa moyen ou fort (67,4 % au niveau départemental et 48,5 % au niveau national). Sur les 535 bâtiments dénombrés sur la commune en 2019, 519 sont en aléa moyen ou fort, soit 97 %, à comparer aux 81 % au niveau départemental et 54 % au niveau national. Une cartographie de l'exposition du territoire national au retrait gonflement des sols argileux est disponible sur le site du BRGM,.
Par ailleurs, afin de mieux appréhender le risque d’affaissement de terrain, l'inventaire national des cavités souterraines permet de localiser celles situées sur la commune.
Concernant les mouvements de terrains, la commune a été reconnue en état de catastrophe naturelle au titre des dommages causés par la sécheresse en 1989 et 2011 et par des mouvements de terrain en 1999.

#### Risques technologiques
Le risque de transport de matières dangereuses sur la commune est lié à sa traversée par une ou des infrastructures routières ou ferroviaires importantes ou la présence d'une canalisation de transport d'hydrocarbures. Un accident se produisant sur de telles infrastructures est susceptible d’avoir des effets graves sur les biens, les personnes ou l'environnement, selon la nature du matériau transporté. Des dispositions d’urbanisme peuvent être préconisées en conséquence.

## Toponymie
Le nom est attesté sous la forme ancienne en latin Sanctus Severinus en 1271.
Saint Séverin fut évêque de Bordeaux au Ve siècle. Il mourut vers 420. Son nom est à l'origine de plusieurs communes dans la région, en particulier des Saint-Seurin  et Saint-Séverin  (Charente-Maritime, Dordogne, Gironde).
Pendant la Révolution, la commune s'est appelée provisoirement Séverin-Lizonne.

### Limite dialectale
La commune est dans le domaine occitan (dialecte proche du limousin), et marque la limite avec la langue d'oïl (domaine du saintongeais) à l'ouest. Elle se nomme Sent Severin en occitan.

## Histoire
Les plus anciens registres paroissiaux remontent aux premières années du XVIIe siècle.
Sous l'Ancien Régime, Saint-Séverin était le siège d'une châtellenie qui a successivement appartenu aux familles de Jambes de Saint-Gelais et de Chauveron aux XVIIe et XVIIIe siècles.
Saint-Séverin a une longue tradition de moulins à papier, situés sur la Lizonne : 
- moulin de la Barde, quelques vestiges du XVIIe siècle[35]
- moulin de l'Épine, moulin à papier construit en 1838, puis scierie à partir de 1987[36]
- moulin du Petit-Marchais, construit en 1837 sur un ancien moulin du XVIe siècle[37].

Au début du XXe siècle, l'industrie était représentée par les papeteries du Marchais (Chauveau et frères) et l'Épine (M.Daguerre), et l'exploitation des tourbières.
Aucune voie ferrée ne traversait la commune, mais la station la plus proche était celle de Petit-Bersac, en Dordogne.
Des foires se tenaient au bourg le deuxième mardi du mois.

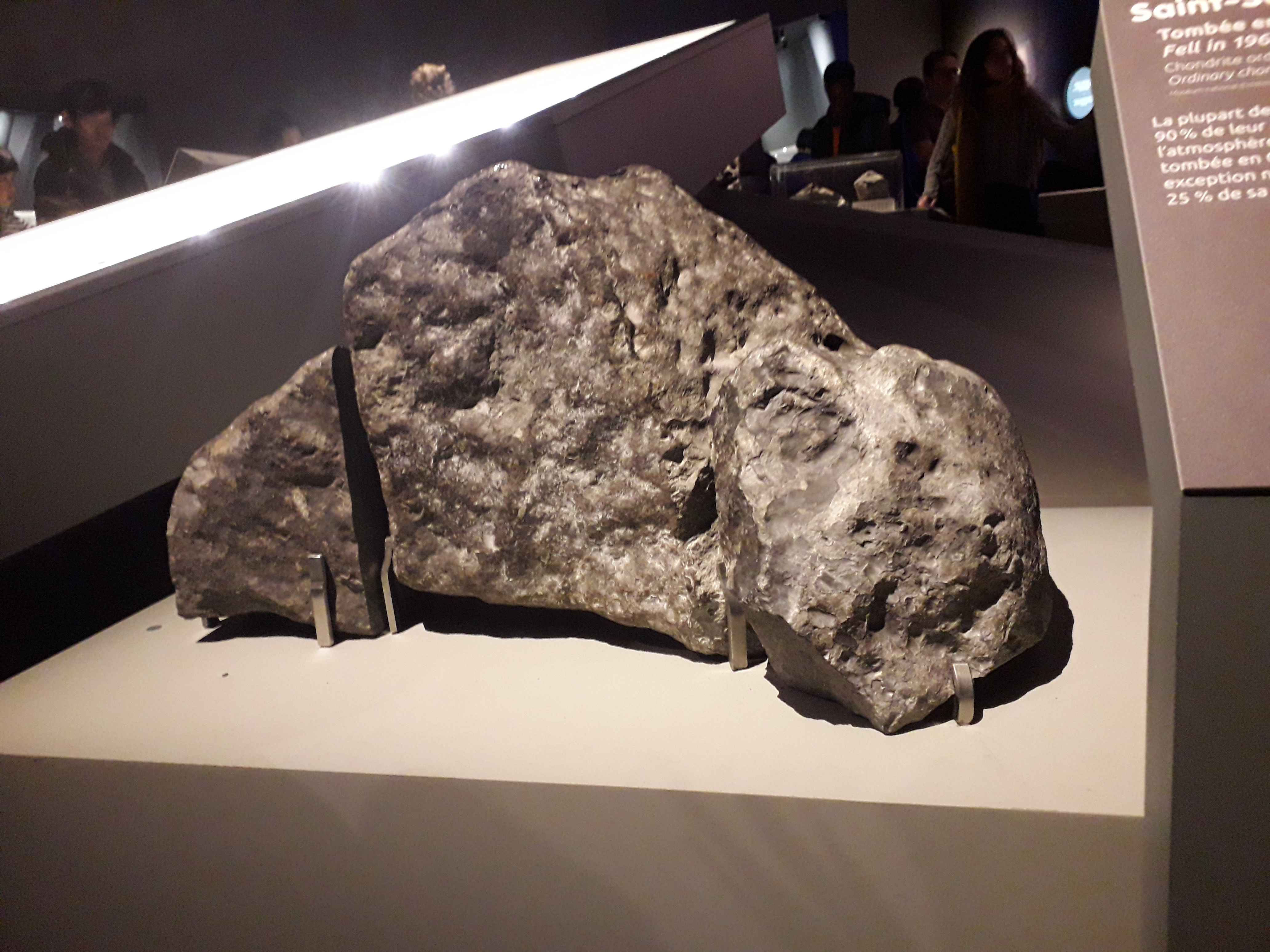
La météorite Saint-Séverin. Muséum national d'histoire naturelle.

Le 27 juin 1966, une météorite tombe en partie sur la commune. On en retrouvera huit fragments, répartis d'est en ouest entre Villetoureix et Saint-Séverin pour un total de 271 kg, le bloc le plus important (113 kg) étant retrouvé entre le lieu-dit le Marchais et le bourg de Saint-Séverin. Il s'agit d'une chondrite ordinaire pauvre en fer (type LL6).

## Administration

### Liste des maires

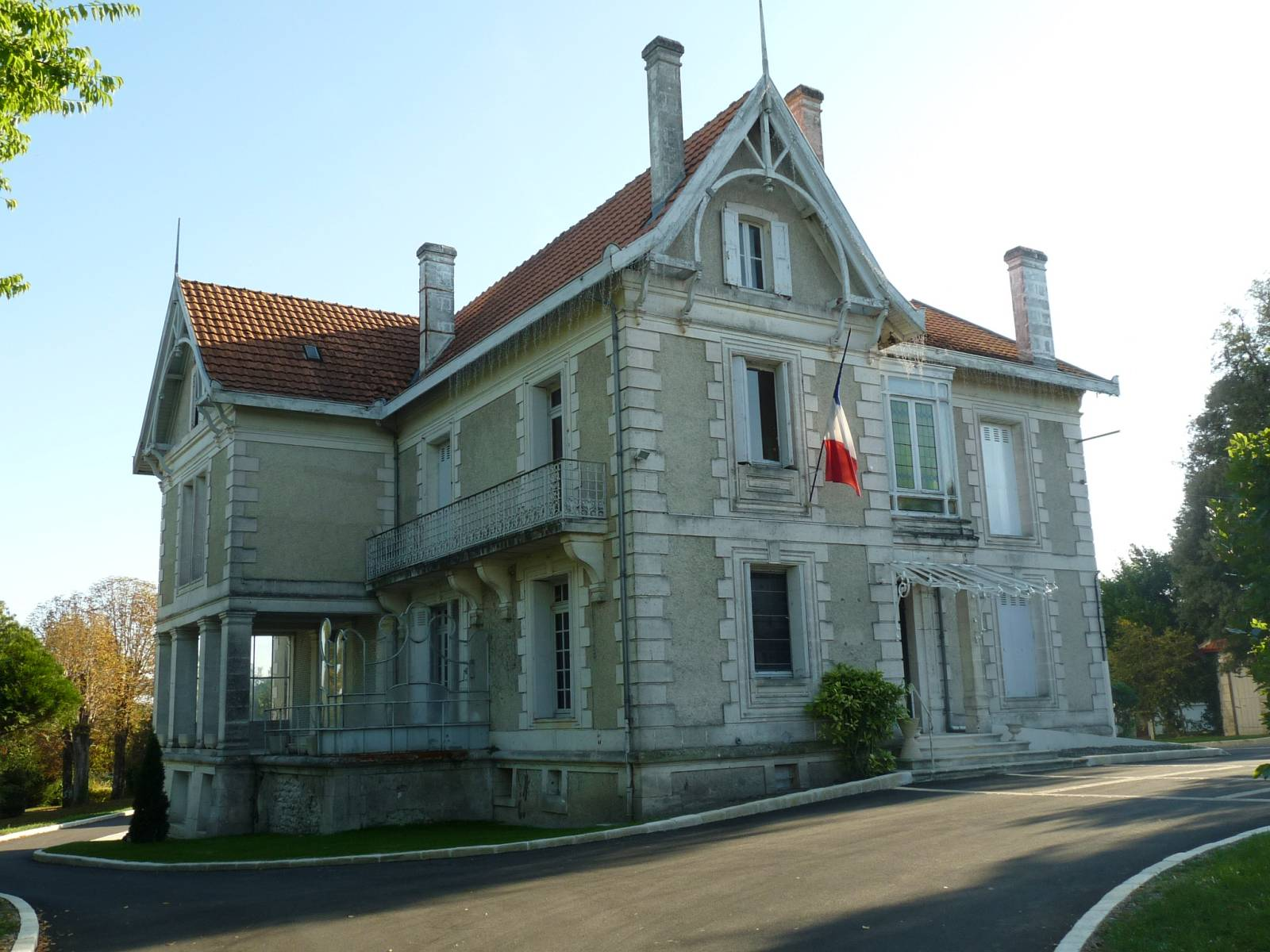
La mairie.

| Période                                  | Période  | Identité       | Étiquette | Qualité |
| ---------------------------------------- | -------- | -------------- | --------- | --- |
| Les données manquantes sont à compléter. |          |                |           | |
|                                          |          |                |           | |
| depuis 2001                              | mai 2020 | Alain Rivière  | PS        | Conseiller général du canton d'Aubeterre-sur-Dronne (2004-2015)                                                   |
| mai 2020                                 | En cours | Patrick Gallès | PS        | Professeur des écoles, suppléant de la sénatrice Nicole Bonnefoy depuis 2020 Conseiller départemental depuis 2021 |

### Jumelages
- Saint-Séverin-en-Condroz (Belgique) depuis 1973, voir Nandrin (fr)[39].

## Démographie

### Évolution démographique
L'évolution du nombre d'habitants est connue à travers les recensements de la population effectués dans la commune depuis 1793. Pour les communes de moins de 10 000 habitants, une enquête de recensement portant sur toute la population est réalisée tous les cinq ans, les populations de référence des années intermédiaires étant quant à elles estimées par interpolation ou extrapolation. Pour la commune, le premier recensement exhaustif entrant dans le cadre du nouveau dispositif a été réalisé en 2008.

En 2022, la commune comptait 793 habitants, en évolution de +5,31 % par rapport à 2016 (Charente : −0,48 %, France hors Mayotte : +2,11 %).
| 1793  | 1800  | 1806  | 1821  | 1831  | 1841  | 1846  | 1851  | 1856  |
| ----- | ----- | ----- | ----- | ----- | ----- | ----- | ----- | ----- |
| 1 144 | 1 256 | 1 299 | 1 240 | 1 293 | 1 302 | 1 332 | 1 379 | 1 396 |

| 1861  | 1866  | 1872  | 1876  | 1881  | 1886  | 1891  | 1896  | 1901  |
| ----- | ----- | ----- | ----- | ----- | ----- | ----- | ----- | ----- |
| 1 363 | 1 496 | 1 278 | 1 290 | 1 405 | 1 258 | 1 273 | 1 182 | 1 114 |

| 1906  | 1911  | 1921 | 1926 | 1931 | 1936 | 1946 | 1954 | 1962 |
| ----- | ----- | ---- | ---- | ---- | ---- | ---- | ---- | ---- |
| 1 123 | 1 147 | 970  | 968  | 907  | 911  | 872  | 861  | 842  |

| 1968 | 1975 | 1982 | 1990 | 1999 | 2006 | 2008 | 2013 | 2018 |
| ---- | ---- | ---- | ---- | ---- | ---- | ---- | ---- | ---- |
| 824  | 721  | 741  | 777  | 731  | 774  | 787  | 745  | 794  |

| 2022 | - | - | - | - | - | - | - | - |
| ---- | - | - | - | - | - | - | - | - |
| 793  | - | - | - | - | - | - | - | - |

### Pyramide des âges
La population de la commune est relativement âgée.
En 2018, le taux de personnes d'un âge inférieur à 30 ans s'élève à 24,4 %, soit en dessous de la moyenne départementale (30,2 %). À l'inverse, le taux de personnes d'âge supérieur à 60 ans est de 39,4 % la même année, alors qu'il est de 32,3 % au niveau départemental.
En 2018, la commune comptait 396 hommes pour 398 femmes, soit un taux de 50,13 % de femmes, légèrement inférieur au taux départemental (51,59 %).
Les pyramides des âges de la commune et du département s'établissent comme suit.
| Hommes | Classe d’âge | Femmes |
| ------ | ------------ | ------ |
| 1,0    | 90 ou +      | 1,5    |
| 12,1   | 75-89 ans    | 15,3   |
| 22,0   | 60-74 ans    | 26,9   |
| 25,0   | 45-59 ans    | 20,6   |
| 13,9   | 30-44 ans    | 12,8   |
| 12,1   | 15-29 ans    | 11,1   |
| 13,9   | 0-14 ans     | 11,8   |

| Hommes | Classe d’âge | Femmes |
| ------ | ------------ | ------ |
| 1      | 90 ou +      | 2,7    |
| 9,2    | 75-89 ans    | 12     |
| 20,6   | 60-74 ans    | 21,3   |
| 20,7   | 45-59 ans    | 20,3   |
| 16,8   | 30-44 ans    | 16     |
| 15,6   | 15-29 ans    | 13,4   |
| 16,1   | 0-14 ans     | 14,3   |

### Remarques
Par sa population, Saint-Séverin est la commune la plus peuplée de son canton et figure parmi les deux communes du canton d'Aubeterre-sur-Dronne à compter plus de 500 habitants, la deuxième étant Saint-Romain.

## Économie

### Agriculture
La commune fait partie de l'aire d'origine contrôlée du Cognac « Bons Bois » et de l'AOC/AOP Noix du Périgord.

### Industrie
Saint-Séverin doit sa relative forte population grâce à son industrie papetière où fonctionne la papeterie Ahlstrom (groupe finlandais) qui y occupe 140 personnes.

### Commerces
La commune compte des petits commerces et services de proximité.

## Équipements, services et vie locale

### Enseignement
L'école est un RPI entre Pillac et Saint-Séverin. Pillac accueille l'école élémentaire et Saint-Séverin l'école primaire. L'école de Saint-Séverin, située rue des Écoles, comprend une classe de maternelle et deux classes d'élémentaire. Le secteur du collège est Montmoreau.

## Culture et patrimoine

### Lieux et monuments
- L'église paroissiale Saint-Séverin est une église à coupole qui date initialement du XIe siècle[33].
- La salle des fêtes.

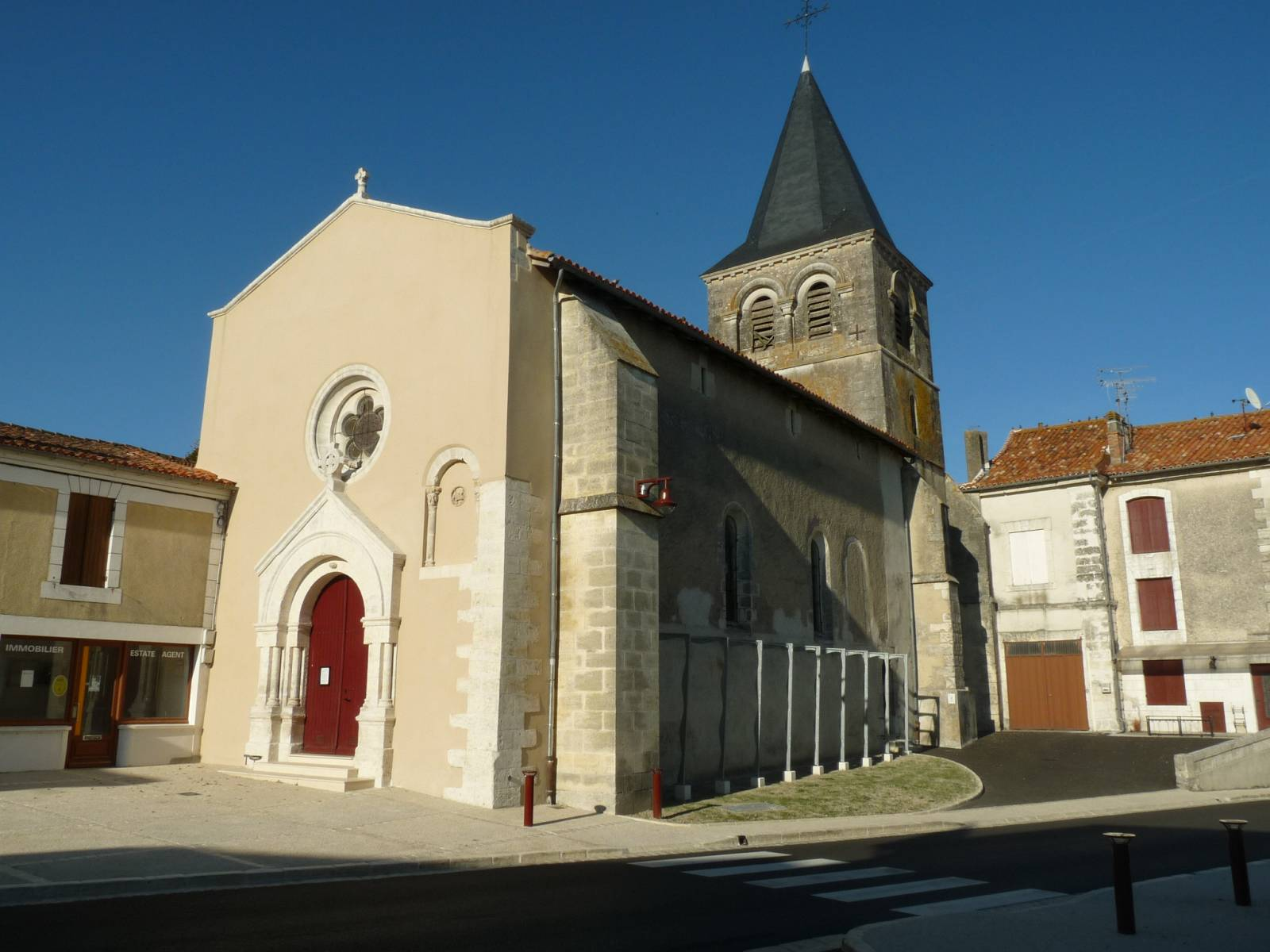
L'église.
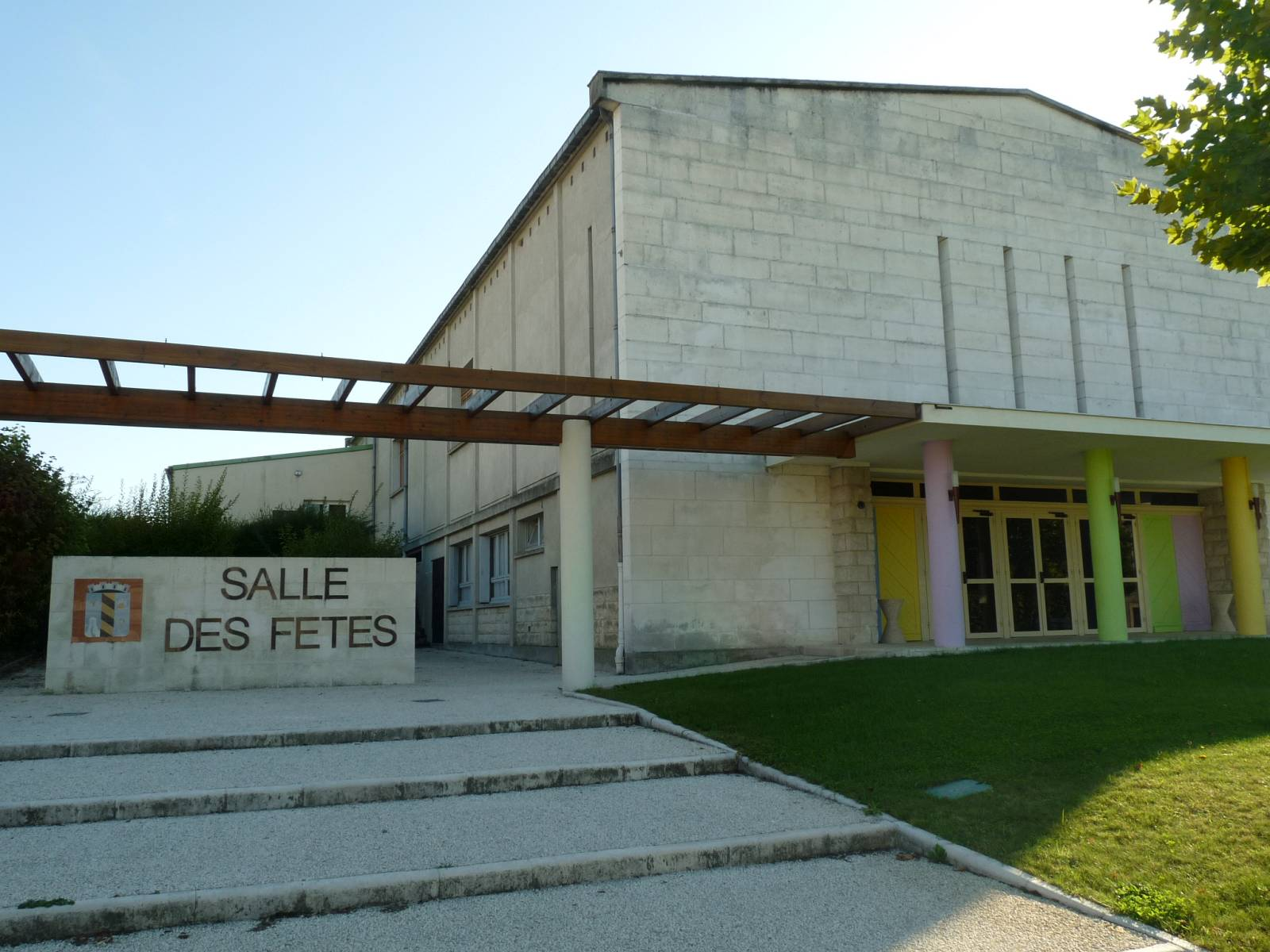
La salle des fêtes.

### Personnalités liées à la commune
- Philippe Marmissolle-Daguerre (1921-1977), résistant français, compagnon de la Libération, né dans la commune.

### Héraldique
| Blason de Saint-Séverin | Blason  | D’azur au pal bandé d’or et de sable, accompagné en chef à dextre d’une gerbe de blé d’or et à senestre d’une presse à papier d’argent et d’or, en pointe à dextre d’une fontaine sur un mont d’argent mouvant de la pointe et à senestre d’une crosse d’évêque d’or. |
| Blason de Saint-Séverin | Détails | Dessiné par Raymond Laforêt. |